# 落下女
『落下女』（らっかおんな）は、日本テレビ系列で放送されていたバラエティ番組。
放送時間は毎週火曜日の23:25 - 23:55。2005年4月16日に『バリューナイトフィーバー』の第2弾として放送。好評だったことから同年10月4日からレギュラー番組として放送がスタートした。『不幸の法則』の後継番組。

## 概要
“ブサイク”な若手のお笑いタレントたちが“こうすれば女の子は落ちるはず”という方法（俗に言う妄想）をコントやVTRで紹介する。トークコーナーでは、平均18 - 25歳の若い女性が登場し、お笑いタレントたちとトークを展開する。しかし、後期になると、コントとロケが中心となり、女性とブサイク芸人達のトークは終了。さらにナレーター役の若槻千夏もコントに参加するようになったのと引き換えに、レギュラー出演者のドランクドラゴン、杏さゆり、片桐仁（ラーメンズ）の出演機会が激減。代わって南海キャンディーズ、アンガールズ、新垣結衣の出演機会が増え、おぎやはぎとバナナマンが番組内で目立つようになり、スタート時とスタイルが変わっていった。ちなみに、タレントの衣装やBGMは、1980年代後半 - 1990年代前半の渋谷系カルチャーを意識している。
2006年3月28日の放送をもって終了した。後番組は『恋愛部活』（ラブカツ）。

## 出演
ブサイク芸人集団
- ドランクドラゴン（鈴木拓、塚地武雅）
- おぎやはぎ（小木博明、矢作兼）
- バナナマン（設楽統、日村勇紀）
- 片桐仁（ラーメンズ）

レギュラー放送から
- アンガールズ（山根良顕、田中卓志）
- 南海キャンディーズ（山里亮太、山崎静代）

天の声（ナレーション）
- 若槻千夏
- YOU（深夜枠時代）

その他の出演者
- 杏さゆり
- 新垣結衣

深夜枠のみ
- 中尾明慶

## スタッフ
- 企画・演出：安島隆
- 構成：オークラ、鈴木工務店、金子正昭、アリエシュンスケ、成瀬正人
- TM：勝見明久
- SW：望月達史、木村博靖
- カメラ：水梨潤
- 音声：三石敏生、中村宏美
- 調整：杉本裕治、佐久間治雄
- 照明：内藤晋
- 編集：加納敏行
- MA：飯塚雄一
- 音効：宮下博国（ユミックス）
- 美術：塚越千恵
- デザイン：中村桂子
- タイトル&イラスト：ニイルセン
- キャラクター：玉越博幸
- CG：加藤陽一
- 編成：柴田裕次郎
- 広報：柳沢典子
- デスク：難波亜矢
- リサーチ：今別府亮、平澤美紀
- AD：比嘉志奈子、菅野優美子
- スタジオディレクター：平山建司（ザ・ワークス）、長田昌之、須藤拓也
- ディレクター：川端鉄也、桐谷太一、寺野慎一郎、住吉剛英、田中宏史
- プロデューサー：松岡至、中西健 / 髙松明央
- チーフプロデューサー：梅原幹
- 制作協力：いまじん
- 制作著作：日本テレビ

## DV D
すべてバップから発売されている。
- 落下女
2005年7月21日発売。内容は2005年4月16日にバリューナイトフィーバーで放送されたものが収録されている。
出演はおぎやはぎ、ドランクドラゴン、バナナマン、片桐仁(ラーメンズ)、中尾明慶
- 落下女 女子を落とせるベストコント集1
2006年1月25日発売。レギュラー放送から厳選されたコントと企画が収録されている。
- 落下女 女子を落とせるベストコント集2
2006年4月26日発売(発売日には番組は終了している)。こちらもレギュラー放送から厳選されたコントと企画が収録されている。

## BGM
前述のとおり、渋谷系のカルチャーを意識した雰囲気だったため、渋谷系に代表されるミュージシャンが多く使用されていた。
- オープニング曲（CM前にも流れていた） 「ラブリー」小沢健二

他にPizzicato Fiveの「プレイボーイ・プレイガール」やフリッパーズ・ギターの「恋とマシンガン」「南へ急ごう」が使用されていた。

## 歴代エンディングテーマ
- 2005年12月「Crystal」鈴木亜美
- 2006年1月「FANTASIA」3B LAB.☆S
- 2006年2月「IT'S IN THE STARS」w-inds.
- 2006年3月「Camellia-カメリア-」島谷ひとみ